# Huan (hertog)
Huan (volledige naam Qi Huan Gong) was een Chinese hertog van de staat Qi die leefde van 685-643 v.Chr. In de Chinese geschiedenis valt dit binnen de Periode van Lente en Herfst.
In 679 v.Chr. beëindigde hertog Huan van Qi een burgeroorlog in zijn kleine buurstaat Song en belegde een bijeenkomst met verschillende andere Chinese staten. In 656 v.Chr. voerde Huan een alliantie met andere staten aan tegen de semi-barbaarse staten Cai en Chu "in naam van de koning van Zhou". Hiermee dwong hij Chu tot het tekenen van een vredesverdrag en het betalen van een schatting aan de koning. Na de overwinning was Huan feitelijk opperheer in China. Onder zijn leiding kwam de alliantie negen keer bijeen. Andere verdienste van Huan was het organiseren van de verdediging tegen de barbaarse stammen in het noorden.
Zijn minister Guan Zhong voerde hervormingen door in Qi die de rijkdom en militaire kracht vergrootte, onder andere door het slaan van munten, de regulering van prijzen en van de productie van zout en ijzeren werktuigen.
Huan van Qi stierf in 643 v.Chr.